# Conseil de l'Inde
Ne doit pas être confondu avec le Conseil des Indes espagnol.
Le Conseil de l'Inde (anglais : Council of India) était un organe du gouvernement britannique chargé de conseiller le secrétaire d'État à l'Inde dans sa politique relative au Raj britannique.
Le Conseil de l'Inde est créé par le Government of India Act de 1858 lorsque la gestion de l'Inde est retirée à la Compagnie britannique des Indes orientales et confiée directement à la Couronne. Il est aboli par le Government of India Act de 1935.

## Composition
Le Conseil de l'Inde est composé de 15 membres. À sa création, en 1858, sept membres sont élus par la Court of Directors de la Compagnie britannique des Indes orientales parmi ses membres et anciens membres et huit membres sont nommés par la reine. Les vacances sont pourvues par nomination de la reine puis, à partir de 1869, le mandat des membres est fixé à dix ans et les nominations sont faites directement par le secrétaire d'État à l'Inde.
Le Government of India Act prévoit qu'au moins neuf membres doivent avoir travaillé ou vécu en Inde pendant au moins dix ans.
L'immense majorité des personnes nommées au Conseil ont été des Britanniques. Parmi les quelques Indiens qui en ont fait partie : Krishna Govinda Gupta, Syed Hussain Bilgrami (1907-1910), Mirza Abbas Ali Baig,, P. Rajagopalachari (1923-1925), Malik Khizar Hayat Tiwana (1924-1934) et Abdul Qadir.

## Rôle
Le Conseil de l'Inde est chargé, au Royaume-Uni, de toutes les affaires liées à l'Inde. Il agit sous l'autorité du secrétaire d'État à l'Inde, qui le préside. Le Government of India Act prévoit que le secrétaire d'État présente au Conseil tout ordre ou communication à destination de l'Inde, mais le secrétaire d'État conserve le pouvoir d'agir contre l'avis du Conseil.